# Erna Lendvai-Dircksen
Erna Lendvai-Dircksen (Wetterburg, 31 maggio 1883 – Coburgo, 8 maggio 1962) è stata una fotografa tedesca, nota per la sua serie di ritratti di contadini tedeschi realizzati nel progetto Das deutsche Volksgesicht, pubblicati a partire dal 1932 e utilizzati durante il nazismo per promuovere l'ideologia razziale.
Durante il Terzo Reich pubblicò alcune sue fotografie per riviste eugenetiche e nel 1937 ricevette l'incarico da parte del regime nazista di fotografare la nuova rete di autostrade e gli operai impegnati nella sua costruzione.

## Biografia
Erna Katherina Wilhelmine Dircksen nacque a Wetterburg, nell'Assia, oggi parte di Bad Arolsen, Dal 1903 al 1905 studiò pittura alla Kunsthochschule Kassel e dal 1910 al 1911 fotografia alla Lette-Verein.  Potrebbe aver aperto uno studio fotografico a Hellerau, vicino a Dresda, nel 1913. Dal 1916 al 1943 tenne uno studio a Berlino, dove realizzò, tra gli altri, i ritratti di Ricarda Huch, Käthe Kollwitz e Mary Wigman, poi pubblicati sulla rivista Die Frau.
Alla fine della prima guerra mondiale godeva in tutto il paese di una notevole reputazione come fotografa, sia per i suoi ritratti che per la sua specializzazione in nudi femminili, espressi con uno stile altamente realistico. Oltre a ritratti di persone celebri, fin dal 1911, dopo aver casualmente fotografato un fabbro e un contadino mentre erano in vacanza, si appassionò a fotografare volti di contadini provenienti da varie zone della Germania, conservati in un sempre più ampio archivio, nei quali colse un forte legame di identificazione e dipendenza con il "ländliche Heimat", la patria rurale.
A partire dal 1917 realizzò una serie di fotoritratti di tedeschi di diverse regioni, una selezione dei quali vinse il primo premio in una mostra a Francoforte nel 1926. Alcuni di questi vennero pubblicati sulla Berliner Illustrirte Zeitung nel 1930.
Nel 1924 pubblicò il libro Im Angesicht des Gebirges, con immagini di paesaggi montani e nudi di bambini immersi nella natura, corredati da testi di poeti tedeschi. Nello stesso anno divenne membro della Gesellschaft Deutscher Lichtbildner, GDL (Società dei Fotografi Tedeschi, poi Deutsche Fotografische Akademie, DFA). Nel 1925 viaggiò attraverso la Germania orientale e meridionale e partecipò nel 1926 all'Esposizione fotografica tedesca (Deutschen Photographischen Ausstellung) di Francoforte, aggiudicandosi il Premio di Stato, ricevuto dal Presidente del Reich Paul Hindenburg.
Nel 1931 pubblicò il saggio Zur Psychologie des Sehens (Sulla psicologia del vedere) nell'annuario Das Deutsche Lichtbild, in cui espresse le sue idee nazionaliste e conservatrici e la sua avversione per gli "stili stranieri", per la Nuova Oggettività, definita un "lupo travestito da agnello" e per l'estetica della fotografia moderna, concentrata - a suo parere - su "struttura, forma, design della luce, nuove prospettive, studi sul movimento", anziché sul soggetto. Queste premesse l'avrebbero portata ad escludere dal suo lavoro tematiche legate alla modernità e a manifestare il suo disprezzo per le nuove tecnologie, ritenute un pericolo per l'individuo e per il "popolo". Secondo alcuni studi, nonostante questa critiche, nelle sue opere sarebbero tuttavia presenti modalità espressive proprie della sperimentazione modernista degli anni '20, da lei ripetutamente condannata.
Nel 1933, con l'avvento di Hitler al potere, venne ammessa alla Camera della cultura del Reich, voluta da Joseph Goebbels come organizzazione professionale di tutti gli artisti tedeschi; nel 1936 divenne membro della Camera della letteratura del Reich, come fotoreporter, e nel 1944 come scrittrice.
Nella riunione della Gesellschaft Deutscher Lichtbildner svoltasi all'inizio del 1933, Lendvai-Dircksen tenne un discorso programmatico, intitolato Über Deutsche Porträtphotographie (Sulla fotografia di ritratto tedesca), nel quale evidenziò come il genere della ritrattistica, quello da lei stessa prescelto, potesse rivelarsi "uno strumento particolarmente utile per lo studio delle caratteristiche e della fisionomia razziale".

### Ritratti e tipologie umane

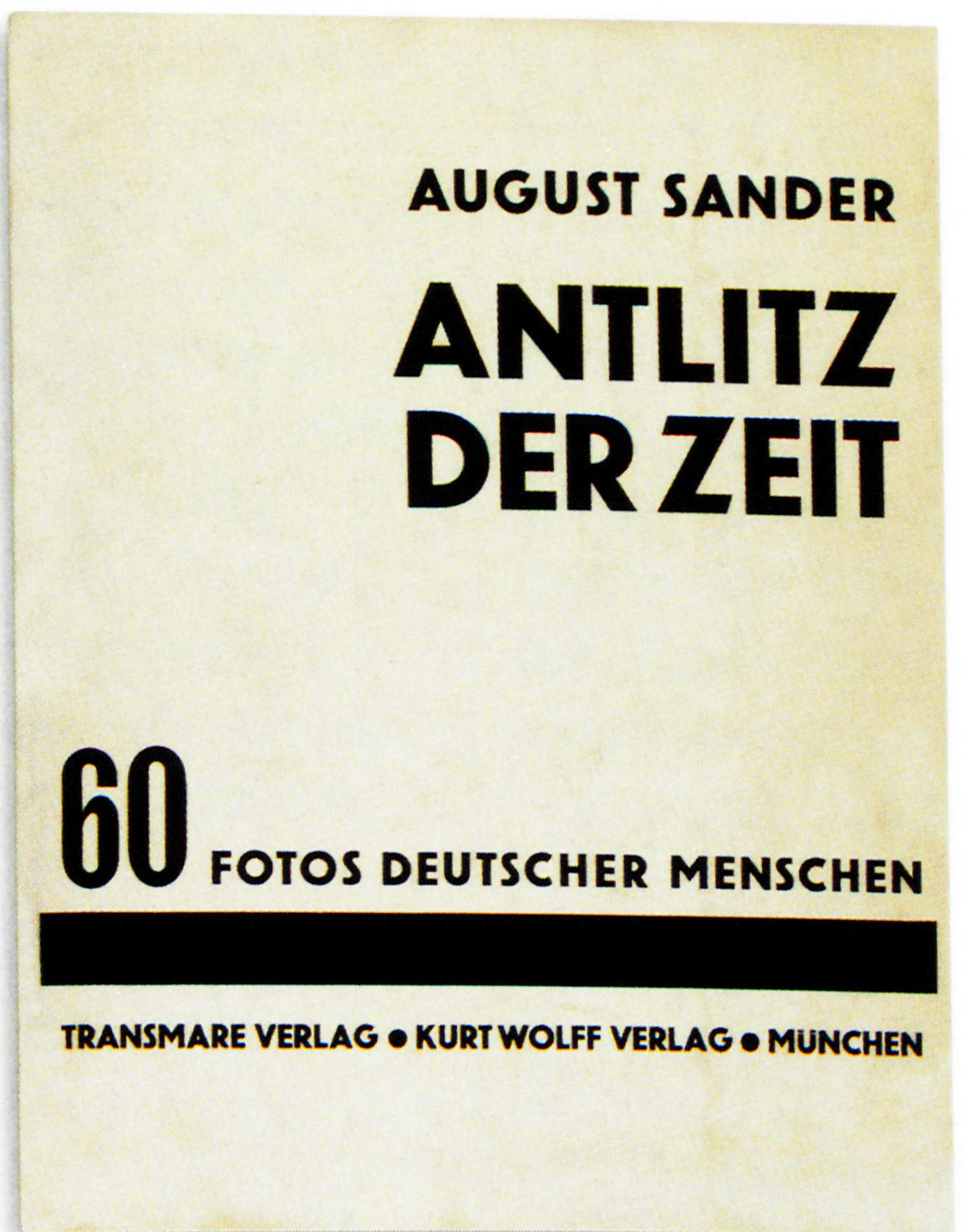
August Sander, Antlitz der Zeit, 1929

I libri fotografici costituiti da ritratti di particolari categorie di persone, come sequenze mirate, parti di un disegno più vasto, non rappresentavano una novità in quel periodo. Fra i principali esempi del forte interesse per la fisiognomica e per la mappatura di tipologie umane che artisti e intellettuali avevano riscoperto durante la Repubblica di Weimar, vi furono Köpfe des Alltags (1931) di Helmar Lerski e Das Antlitz Des Alters (1930) del fotografo tedesco Erich Retzlaff, il quale avrebbe poi pubblicato nel 1931 i due volumi Die von der Scholle (Coloro che coltivano la terra, 1931) e Menschen am Werk (Persone al lavoro, 1931), apprezzati dai nazionalsocialisti quando giunsero al potere.
Ancora più emblematica fu l'opera sociologica di ritratti, una tipologia della popolazione tedesca, progettata da August Sander, Antlitz der Zeit (Volti del nostro tempo, 1929), da cui Lendvai-Dircksen trasse ispirazione, in cui i soggetti fotografati vennero classificati per professione, classe e condizione economica.
Mentre Sander intendeva ritrarre la società (Gesellschatf), in forte trasformazione, nella sua dimensione plurale e differenziata, il libro fotografico pubblicato nel 1932 da Lendvai-Dircksen, Das deutsche Volksgesicht (Il volto della razza tedesca), anch'esso basato sull'aspetto esteriore dei soggetti ritratti, una sorta di "organicismo fisiognomico", restrinse l'osservazione sulla popolazione rurale, classificandola geograficamente. La sua interpretazione della fisionomia era caratterizzata da "un'interpretazione völkisch della razza": Lendvai-Dircksen si proponeva di catturare e fissare, attraverso i contadini, il "vero" volto della nazione tedesca (Volksgemeinschaft).
Le opere di Sander e Lendvai-Dircksen conobbero una fortuna diversa: Antlitz der Zeit nel 1936 venne sequestrato e i negativi distrutti, perché il "volk" proposto non corrispondeva al modello promosso dal regime nazista, mentre Das deutsche Volksgesicht  divenne l'emblema del cosiddetto völkischen Heimat.

### Das deutsche Volksgesicht
Il libro, di 240 pagine, contiene circa 140 ritratti di residenti di diverse regioni della Germania, inseriti in un contesto rurale senza tempo, con incluse immagini dei paesaggi naturali e dei relativi borghi, dall'isola di Föhr della Frisia settentrionale fino all'Alta Baviera, al Mittenwald e allo Schwalm dell'Assia. Le foto sono accompagnate da una breve descrizione; i testi, eterogenei per contenuto e forma, scritti in caratteri gotici (Fraktur), si aprono e si chiudono con citazioni dall'Iperione di Hölderlin inneggianti alla tradizione e all'unione con la natura come fonte di massima felicità. Nell'introduzione di circa dieci pagine, l'autrice espone l'idea di base del suo libro, secondo la quale i contadini "nordici", specie gli anziani - 55 ritratti sul totale - rappresenterebbero la "vera" nazione tedesca, l'Heimat rurale del paese, simbolo di un'autenticità non contaminata da nocive influenze esterne, che corrompono invece gli abitanti delle città: "l'uomo di città ha abbandonato la madre terra e una vita naturale", mentre i vecchi contadini rappresentano "il tipo più distintivo", paragonati ad un vecchio albero che "mostra più chiaramente le peculiarità individuali della sua specie".

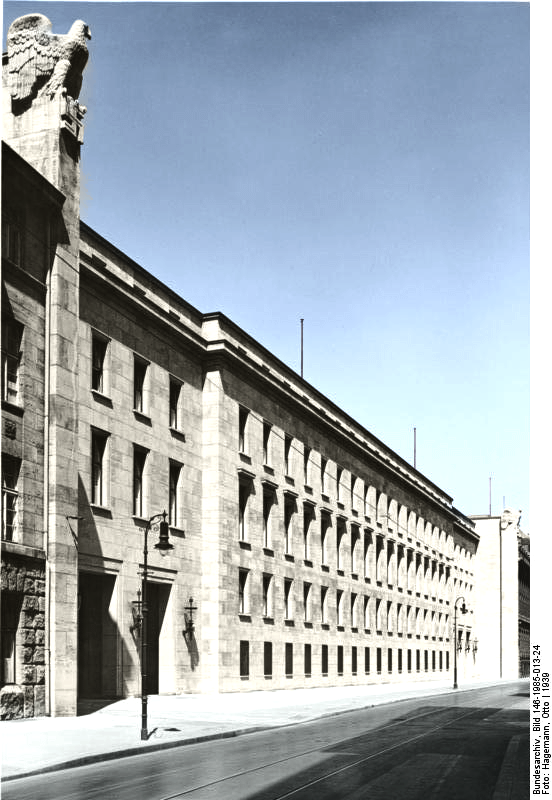
Facciata del Reichsministerium für Volksaufklärung und Propaganda, 1939

Diversamente dai contenuti dell'opera, attestati sulla difesa del passato e della tradizione, lo stile fotografico presenta elementi tecnici ed estetici innovativi, associabili alla fotografia modernista, come l'enfatizzazione delle diagonali, l'inquadratura ravvicinata, gli sfondi scuri o sfocati; i ritratti sono connotati da un aspetto statico, monumentale, che rimuove il contesto ed enfatizza i dettagli, producendo un "assalto visivo implacabile".
Tra il 1939 e il 1944 il Ministero della propaganda del governo nazionalsocialista pubblicò sei volumi di Lendvai-Dircksen, sempre con il titolo principale Das deutsche Volksgesicht (Il volto del popolo tedesco), contenenti ritratti di soggetti provenienti da diverse regioni: Schleswig-Holstein (1939); Meclemburgo e Pomerania (1940); Tirolo e Vorarlberg (1941); Bassa Sassonia (1942); Kurhessen (1943); Böhmerwald (1944).
Secondo alcuni autori, se negli anni venti e i primi anni trenta i ritratti di Lendvai-Dircksen e le didascalie che li accompagnano risultavano ancora poco connotati ideologicamente, tali da poterla annoverare tra le pioniere della fotografia del folclore documentaristico, dopo essersi messa al servizio del nazionalsocialismo tedesco la sua ricerca nostalgica e idealistica del carattere del popolo si sarebbe colorata politicamente, deviando decisamente verso la razza "come ultimo denominatore dello spirito collettivo".
Il volume Schleswig-Holstein terminò con la formula "sangue e suolo" (Blut und Boden), simbolo di un legame interiore tra il paesaggio e le caratteristiche fisiche dei suoi abitanti, e allo stesso tempo diventò il "sottotesto aggressivo dell'igiene razziale, teorizzata da ideologi nazionalsocialisti come Richard Walther Darré".
A partire dal 1942, in seguito alle campagne di conquista della Wehrmacht, Lendvai-Dircksen realizzò una serie dal titolo Das germanische Volksgesicht (Il volto del popolo germanico), che allargava geograficamente la sua indagine ai territori occupati e alle popolazioni del Grande Reich germanico, come Fiandre, Norvegia, Danimarca.
Franz Riedweg, uno dei principali reclutatori di volontari per le SS germaniche paneuropee e antibolsceviche, scrisse nella nota conclusiva al volume di fotografie dedicate alle Fiandre, Das deutsche Volksgesicht. Flandern: "In questa serie guardiamo il volto delle persone, cioè ci rivolgiamo a quelle persone in cui le antiche correnti di razza, sangue e tradizioni nazionali sono ininterrotte e visibilmente vive".
Das deutsche Volksgesicht, fin dalla sua prima uscita nel 1932, riscosse un notevole successo, favorito dalla buona accoglienza dei libri fotografici da parte del pubblico del tempo, e dal consenso che nel paese stava ricevendo la propaganda conservatrice e di destra che indicava nei contadini i rappresentanti più puri del carattere nazionale. Le fotografie di Lendvai-Dircksen, per lo più ritraenti persone bionde, "ariane", vestite tradizionalmente, declinavano l' "inventario umano" nel criterio di classificazione "razza", incontrando, assecondando e promovendo i principi dell'ideologia nazionalsocialista.

### Reichsautobahn. Mensch und Werk

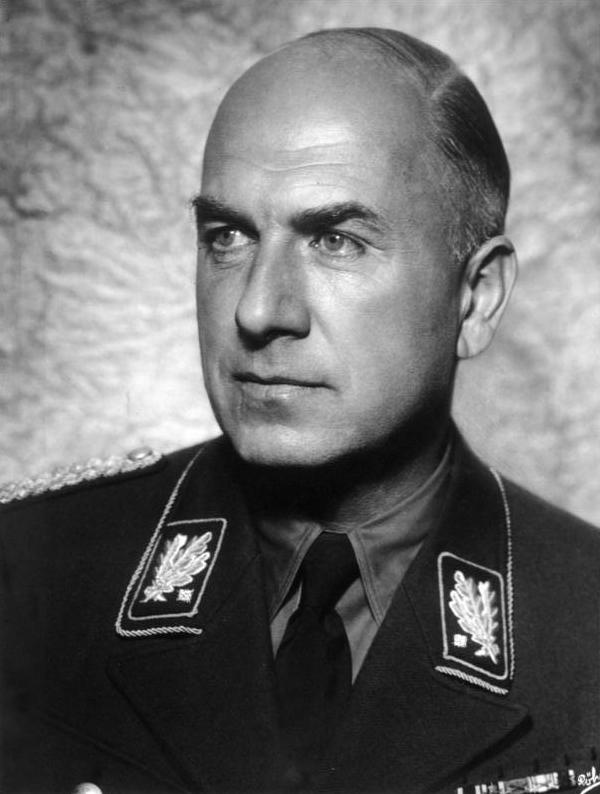
Fritz Todt

Erna Lendvai-Dircksen durante il Terzo Reich ricevette diverse commissioni statali, fra cui la più importante fu quella assegnatale da Fritz Todt, ispettore generale del sistema stradale tedesco (Generalinspektor für das deutsche Strassenwesen) e artefice della Reichsautobahn, spesso indicata come Die Straßenwesen Adolf Hitlers, la rete di autostrade che doveva unire la nazione, il più grande progetto infrastrutturale del nazionalsocialismo e uno dei più pubblicizzati simboli del nuovo regime tedesco.
Todt le chiese espressamente di realizzare ritratti dei lavoratori edili impegnati nella costruzione della nuova autostrada. Intitolato Reichsautobahn. Mensch und Werk (Autostrada: uomo e lavoro), il libro venne pubblicato nel 1937 e in un'edizione rivista nel 1942; Fritz Todt ne scrisse la prefazione, e lo scrittore e politico Emil Maier-Dorn, della Federazione nazionalsocialista della tecnologia tedesca (NSBDT), si occupò delle didascalie delle foto e aggiunse diverse poesie.
A partire dal piano che le venne assegnato, la fotografa seguì le attività di costruzione in corso dal nord della Germania a sud nelle Alpi, illustrando per ogni regione il paesaggio e l'autostrada, in particolare i viadotti, e riprendendo immagini delle maestranze locali che lavoravano al progetto.

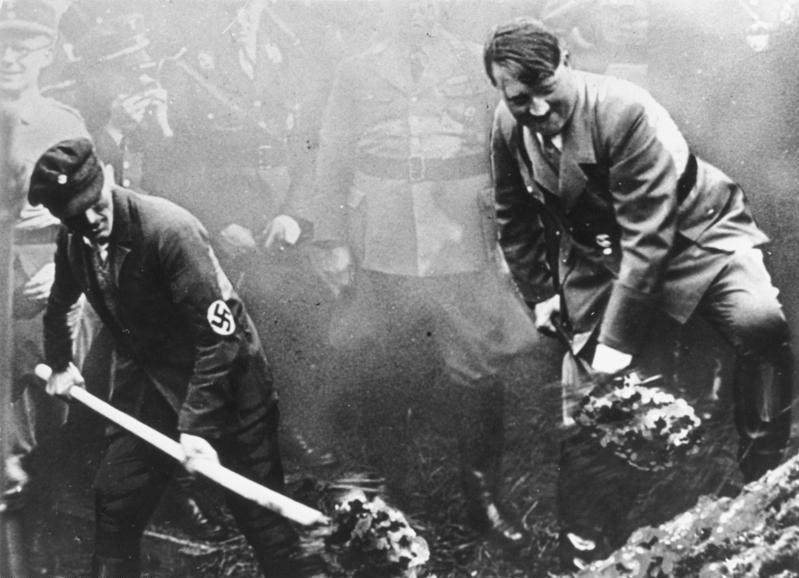
Reichsautobahn, Hitler alla cerimonia di inaugurazione

Le fotografie prodotte si posero in una certa continuità con l'estetica monumentale della Nuova Oggettività - "approccio ravvicinato estremo, dettagli dell'immagine completi e chiarezza ottica, l'uso di una composizione dell'immagine assialmente simmetrica" - sebbene nei suoi saggi fotografici degli anni trenta ne avesse preso criticamente le distanze. Diversi risultarono invece i fini: i ritratti degli operai, ripresi in stretto primo piano e dal basso, vennero "eroicizzati [...], i ponti sacralizzati e le ferrovie naturalizzate". La lavorazione della pietra, l'estetica degli archi vennero presentate con un'enfasi particolare; situando le gigantesche costruzioni all'interno della natura e della tradizione, la fotografa intendeva suggerire l'aspetto di continuità di questa nuova opera e della sua durata nel tempo; emblematica l'immagine di un contadino intento ad arare la terra con una squadra di buoi, ripreso sotto un viadotto autostradale.
Le foto di Lendvai-Dircksen presentavano lo stesso culto del corpo che dominava nell'Olympia di Leni Riefenstahl. Solo occasionalmente i lavoratori vennero messi in posa mentre guardavano la fotocamera, e raramente mostravano i loro strumenti; nelle foto assumevano soprattutto il simbolo della forza fisica, sottolineando la prevalenza e l'importanza del lavoro manuale su quello delle macchine nella costruzione dell'autostrada.
Alcune delle didascalie delle immagini sottolineavano i messaggi sostenuti dalla propaganda di regime, ad esempio quello che identificava l'autostrada come fonte di lavoro in grado di porre fine al problema della disoccupazione: "Dopo anni di disoccupazione, guadagno ancora una volta pane onesto per sette figli e una figlia"; del tutto ignorata fu invece la realtà del lavoro forzato e delle cattive condizioni dei lavoratori denunciati da testimoni oculari.

### Volk und Rasse
Lendvai-Dircksen lavorò come fotografa di bambini per il periodico eugenetico Volk und Rasse, riprendendoli in abiti tradizionali e con un uso delle luci volto ad evidenziare le loro caratteristiche razziali. Nel giugno 1942 la rivista pubblicò quattro ritratti di giovani ragazze tedesche, con la didascalia: "Finché il popolo tedesco avrà figli preziosi, il suo futuro è assicurato."

### Dopo il nazismo
Nel 1943, per sfuggire ai bombardamenti di Berlino, Lendvai-Dircksen si trasferì in Alta Slesia; negli ultimi giorni della seconda guerra mondiale, cercando di trovare riparo altrove, abbandonò e perse i suoi archivi. Stabilitasi a Coburg, continuò a dedicarsi alla produzione di ritratti popolari e iniziò a interessarsi alla fotografia di paesaggi e di piante, anche a colori, nella tradizione della Nuova Oggettività. Tra gli anni '50 e '60 le sue opere furono oggetto di un nuovo interesse e riconoscimento; espose a Coburg e Stoccarda nel 1953, a Colonia nel 1958.
Un anno prima della sua morte venne pubblicato il libro Ein deutsches Menschenbild; Antlitz des Volkes, con immagini scattate dopo il 1953, integrate con le scarse fotografie sopravvissute. Nel commento scritto dal recensore sul risvolto della sovraccoperta si può rilevare lo sforzo di neutralizzare i precedenti contenuti del lavoro di Lendvai-Dircksen, astraendoli dal contesto politico in cui esso era maturato e dalle convinzioni di fondo che la fotografa aveva attivamente sostenuto: "Monumento senza tempo della vita nazionale tedesca, questo libro raccoglie circa 150 ritratti. Erna Lendvai-Dircksen ha dedicato il lavoro della sua vita alla conservazione fotografica della storia popolare incontaminata e sviluppatasi naturalmente - un'immagine dell'uomo che ai nostri giorni è abbandonata a una trasformazione irrevocabile".
Nel 1958 venne insignita della Medaglia David Octavius Hill dalla Società tedesca di fotografi.
Morì nel 1962 a Coburgo, all'età di 78 anni. Le opere realizzate nel dopoguerra sono ospitate nell'Agfa Foto-Historama di Colonia.

### Vita privata
Lendvai-Dircksen nel 1906 sposò Adolf Göschel, con il quale ebbe una figlia; dal 1913 al 1924 contrasse un nuovo matrimonio con il compositore ungherese Erwin Lendvai.

## Opere
- Zur Psychologie des Sehens, saggio sulla fotografia pubblicato nell'annuario Das deutsche Lichtbild: Jahresschau. 1931, OCLC 781215385; ripubblicato in Wolfgang Kemp (a cura di), Theorie der Fotografie, 1912-1945, vol. 2, Schirmer/Mosel GmbH, München, 1979
- Unsere deutschen Kinder (105 Kinderbildnisse) testi di Paul Seelhoff, Berlin, Schönfeld, 1932, OCLC 72575514
- Das Gesicht des deutschen Ostens, Berlin, Zeitgeschichte, 1935, OCLC 849121
- Reichsautobahn. Mensch und Werk. Gedichte und Sprüche, Emil Maier. Generalinspektor für das deutsche Straßenwesen. Berlino: Volk und Reich, 1937.OCLC 25661376
- Arbeit Formt das Gesicht, Erna Lendvai-Dircksen, Emil Maier-Dorn, [95 riproduzioni a piena pagina di lavoratori dei vari reparti della Henschel Flugzeug Werke], Aus dem Archiv der Henschel Flugzeug-Werke, 1938, OCLC 633017781.
- Wanderdünen, Bild einer Urlandschaft, Gauverlag Bayreuth, 1941, OCLC 1074552727
- Urgestalt a Kreide und Granit: in zwei Bildkapiteln . Essen: Burkhard-Verlag Heyer, 1960. OCLC 313248644
- Ein deutsches Menschenbild; Antlitz des Volkes. Francoforte: Umschau, 1961. OCLC 15013080

### SerieDas deutsche Volksgesicht
- Das deutsche Volksgesicht, Berlin, Kulturelle Verlagsgesellschaft, 1932, OCLC 21285189
- Das Deutsche Volksgesicht. Schleswig-Holstein, 63 Aufnahmen, mit verbindendem Text, Gauverlag Bayreuth, 1939, OCLC 1246189316
- Das deutsche Volksgesicht. Mecklenburg und Pommern, 70 Aufnahmen mit verbindendem Text, Gauverlag Bayreuth, 1940
- Das deutsche Volksgesicht. Tirol und Vorarlberg, 78 Aufnahmen mit verbindendem Text, Gauverlag Bayreuth, 1941
- Das deutsche Volksgesicht. Niedersachsen, 78 Aufnahmen mit verbindendem Text, Gauverlag Bayreuth, 1942, OCLC 67919832
- Das deutsche Volksgesicht. Kurhessen, Gauverlag Bayreuth, 1943, OCLC 215240474
- Das deutsche Volkgesicht, Böhmerwald, 1944, OCLC 36224820

### SerieDas germanische Volksgesicht
- Das germanische Volksgesicht. Flandern, 70 Aufnahmen mit verbindendem Text, Gauverlag Bayreuth, 1942
- Das germanische Volksgesicht. Norwegen.  87 Aufnahmen mit verbindendem Text, Gauverlag, Bayreuth, 1942
- Das germanische Volksgesicht. Dänemark. 80 Aufnahmen mit verbindendem Text, Gauverlag, Bayreuth, 1944, OCLC 3331546

### SerieDeutsche Meisteraufnahmen
- Bergmenschen. 4, München, Bruckmann, 1936, OCLC 40759744
- Nordseemenschen, 9, München, Bruckmann, 1937, OCLC 470545059[57]